# Yankee Cannonball
Yankee Cannonball in Canobie Lake Park (Salem, New Hampshire, USA) ist eine Holzachterbahn des Herstellers Philadelphia Toboggan Coasters mit der Seriennummer 86, die ursprünglich 1930 als Roller Coaster im Lakewood Park (Waterbury, Connecticut) eröffnet wurde. Dort fuhr sie bis 1935. 1936 eröffnete sie dann im Canobie Lake Park unter dem Namen Greyhound. Unter diesem Namen fuhr sie bis 1982.
Die 609,6 m lange Strecke erreicht eine Höhe von 19,4 m und beschleunigt die Züge auf eine Höchstgeschwindigkeit von 56,3 km/h.

## Züge
Yankee Cannonball besitzt zwei Züge mit jeweils drei Wagen. In jedem Wagen können sechs Personen (drei Reihen à zwei Personen) Platz nehmen. Als Rückhaltesysteme kommen Kopfstützen und unverstellbare Schoßbügel zum Einsatz.